# Rezerwat przyrody Starzyna
Rezerwat przyrody Starzyna – rezerwat przyrody położony na terenie gmin Hajnówka i Dubicze Cerkiewne w województwie podlaskim.
- Powierzchnia według aktu powołującego: 370,08 ha
- Rok powstania: 1979
- Rodzaj rezerwatu: leśny
- Przedmiot ochrony: fragment Puszczy Białowieskiej z dobrze wykształconymi zespołami leśnymi typu boru mieszanego z licznymi stanowiskami roślin chronionych[1].

Rezerwat stanowi ostoję głuszca; licznie występują także dziuplaki, co wynika z obecności starych drzewostanów. Ze ssaków można tu spotkać m.in. żubry, jelenie, łosie, sarny, dziki, rzadko rysie i wilki.
Rezerwat nie ma aktualnego planu ochrony, posiada natomiast obowiązujące zadania ochronne, na podstawie których jego obszar objęty jest ochroną czynną.